# Třída Nazario Sauro
Třída Nazario Sauro byla třída diesel-elektrických ponorek italského námořnictva. Byla to druhá poválečná generace italských ponorek. Celkem byly postaveny čtyři jednotky této třídy. Ve službě byly v letech 1980–2010. Všechny čtyři jednotky byly vyřazeny z aktivní služby. Prototypová jednotka Nazario Sauro byla zachována jako muzejní loď. Na třídu dále navázaly dvě vylepšené dvoukusové série, označené jako třídy Salvatore Pelosi a Primo Longobardo.

## Stavba
První projektové práce na této třídě probíhaly už v 60. letech. Původní objednávka na dvojici ponorek z roku 1967 byla později zrušena kvůli nedostatku financí a technickým problémům. K projektu se italské námořnictvo vrátilo teprve roku 1972, kdy ponorky objednalo znovu. V roce 1976 pak byla objednávka rozšířena o druhý pár ponorek. Všechny ponorky postavila loděnice Cantieri Riuniti dell'Adriatico (CRDA). Stavba probíhala od roku 1974 a do služby jednotlivé ponorky vstupovaly v letech 1980 a 1982.
Jednotky třídy Nazario Sauro:
| Jméno                         | Založení kýlu | Spuštěna           | Vstup do služby    | Poznámky                   |
| ----------------------------- | ------------- | ------------------ | ------------------ | -------------------------- |
| Nazario Sauro (S518)          | 1974          | 9. října 1976      | 12. února 1980     | Vyřazena 2002, muzejní loď |
| Carlo Fecia di Cossato (S519) | 1975          | 16. listopadu 1977 | 15. listopadu 1979 | Vyřazena 2005.             |
| Leonardo da Vinci (S520)      | 1978          | 20. října 1979     | 23. října 1981     | Vyřazena 2010.             |
| Guglielmo Marconi (S521)      | 1979          | 20. září 1980      | 11. září 1982      | Vyřazena 2003.             |

## Konstrukce

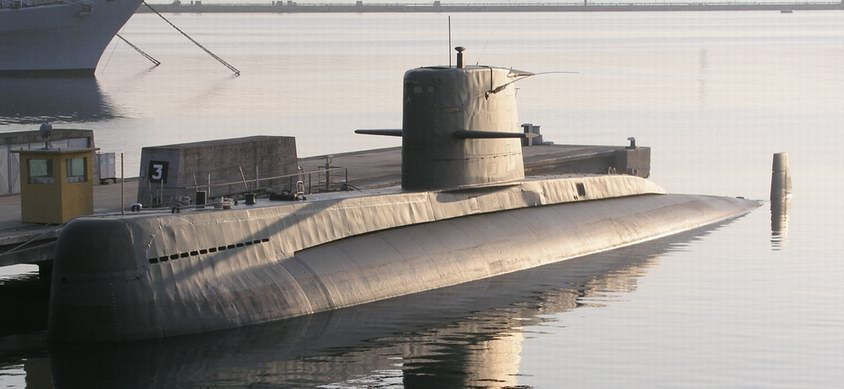
Carlo Fecia di Cossato (S519)

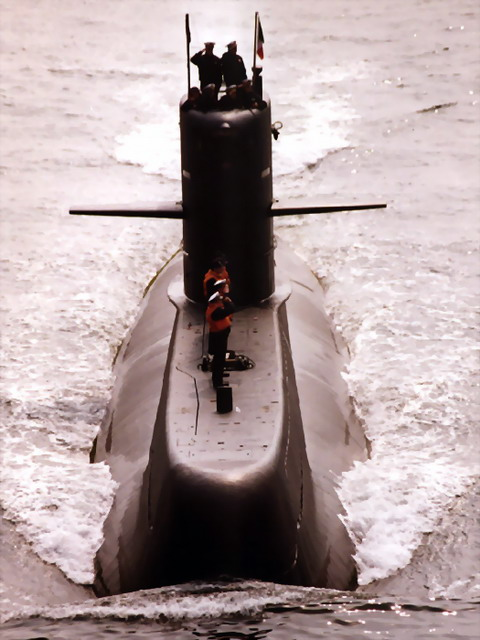
Guglielmo Marconi (S521)

Oproti předchozí třídě Enrico Toti měly tyto ponorky trojnásobný výtlak. Stále ale byl kladen velký důraz na jejich kompaktní rozměry a dobré manévrovací schopnosti. Měly jednotrupou koncepci. Trup měl moderní kapkovitý tvar s křížově uspořádanými ocasními plochami na zádi (přední hloubková kormidla byla na věži).
Ponorky byly vybaveny radarem BPS-704, sonary IPD-70/S, MD 100S, Velox M5, systémem elektronického boje BLD-727 Thetis a bojovým řídícím systémem SISU-1. Výzbroj tvořilo šest 533mm torpédometů, pro které bylo neseno 12 vodičem naváděných těžkých torpéd Whitehead A184 či 24 námořních min VS SM600. Pohonný systém tvořily tři dieselgenerátory GMT A210-16NM a jeden elektromotor Marelli. Lodní šroub byl jeden. Ponorky dosahovaly rychlosti 11 uzlů na hladině a 19,3 uzlu pod hladinou. Operační hloubka ponoru dosahovala díky použití vysokopevnostní oceli HY-80 celých 300 metrů.